# Dobieszczyzna

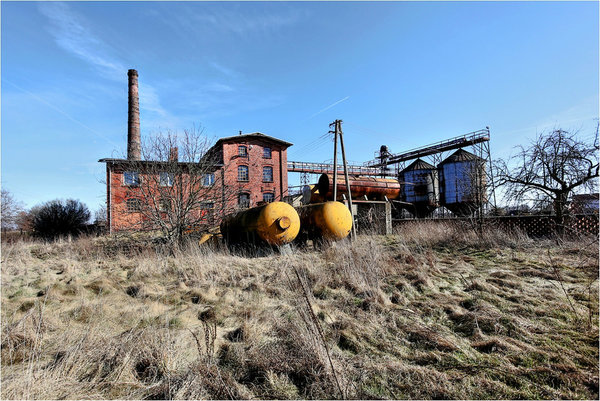
Budynek gorzelni we wsi

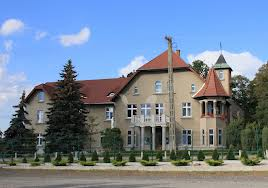
Były Zakon sióstr Salezjanek oraz Dom Dziecka we wsi

Dobieszczyzna (niem. Langelfeld) – wieś w Polsce położona w województwie wielkopolskim, w powiecie jarocińskim, w gminie Żerków.
Pierwsza wzmianka o wsi pochodzi z 1396 r. Na przestrzeni wieków zwana też była Lubiniem albo Lubieniem Wielkim. Jej pierwsi właściciele nazwali się Lubieńskimi, oprócz nich w XV w. siedzieli tu także Skoraczewscy, a w XVI w. Klichowscy. W zapiskach z 2. poł. stulecia przewinęli się także Tomiccy, Miniszewscy, Andrzej i Mikołaj Żerniccy oraz Jan i Marcin Wyszkowscy. Na pocz. XVII w. we wsi pojawili się Grabscy h. Pomian. W 1603 r. wdowa po Sebastianie Bardzkim, Katarzyna Grabska, sprzedała swe działy w L.W. swoim rodzonym braciom Stanisławowi i Maciejowi. Po Macieju, ok. 1634 r., dobra przejął jego syn Stanisław.
Od ok. 1605 r. część wsi posiadał Aaron Jemiałkowski, syn Wojciecha, który w 1644 r. sprzedał ją Mikołajowi Zdzarskiemu, za kwotę 35 tys. złp. Z rąk Zdzarskich wieś w drodze wiana przeszła na Stefana Bojanowskiego h. Junosza, ożenionego z Marianną Zdzarską. W 1682 r. ich dzieci: Anna, Jan i Michał sprzedali Lubinię Wielką Praksedzie Helmichtównie, wdowie po Janie Czartkowskim. W latach 90. córka Praksedy Zofia wyszła za Władysława Przybyszewskiego, z którym trzymali Lubinię W. w posesji. Spadkobiercami Praksedy i Zofii byli Ignacy i Józef Helmicht, synowie Floriana i Anny Kościeskiej. W 1766 r. sprzedali oni wieś Wojciechowi Koszutskiemu z Leszczyc h. Pomian, ożenionemu (po raz drugi) z Ludwiką Będkowską, córką Józefa i Marianny Helmicht. W 1788 r. dobra kupił od ojca Bonawentura Koszutski. Trzy lata później postanowił sprzedać wieś Norbertowi Kucharskiemu. W tym czasie we wsi było już sporo osadników z Niemiec i Holandii, którzy przy granicy Lubini W. utworzyli osadę Dobieszczyzna. Nazwa osady wzięła się od nazwisk jej pierwszych właścicieli – Franciszka i Teresy Dobiejewskich. W 1885 r. wieś liczyła 29 domów i 268 mieszkańców, w tym 122 katolików i 146 ewangelików; 125 analfabetów. Pod koniec XIX w. wieś była w posiadaniu niemieckiej rodziny Kirsteinów, którzy obok starego dworu wybudowali opisywany pałac. W późniejszym okresie stary dwór został rozebrany wraz z zabudowaniami folwarcznymi. Okres 2. wojny światowej to koniec istnienia wsi Gross Lubin, w czasie wojny zwanej Gross Lieben. Po wojnie na całym jej terenie utworzona została wieś Dobieszczyzna. Pałac został przejęty przez siostry Salezjanki, które utworzyły tu sierociniec. W ostatnich latach pałac został odnowiony, a w budynku od 2007 r. mieścił się Dom Dziecka – konkretnie Placówka Opiekuńczo-Wychowawcza utworzona przez Salezjanki. W 2017 r. decyzją starosty jarocińskiego Teodora Grobelnego (rzekomo z powodów finansowych, faktycznie z powodu narzuconej polityki tworzenia małych placówek rodzinnych) – dom dziecka sióstr Salezjanek został zlikwidowany.
„Słownik geograficzny Królestwa Polskiego” podaje dane statystyczne z lat 80. XIX stulecia. Według zawartych tam danych osadę Dobieszczyzna zamieszkiwało 268 osób, w tym 146 ewangelików, 122 katolików. Spośród nich 125 osób to analfabeci. Wieś liczyła 29 domów mieszkalnych.
W latach 1954–1971 wieś należała i była siedzibą władz gromady Dobieszczyzna, której ostatnim przewodniczącym był Edward Jarosiewicz. Po jej zniesieniu w gromadzie Żerków, a od reformy w 1973 r. w gminie Żerków. W latach 1975–1998 miejscowość administracyjnie należała do województwa kaliskiego.
Do zabytków na terenie Dobieszczyzny należy zaliczyć pomnik w centrum wsi, wzniesiony przez mieszkańców w 1928 roku, z tablicą upamiętniającą 17 mieszkańców wsi poległych w czasie I wojny światowej i tuż po niej (prawdopodobnie w wojnie polsko – bolszewickiej). Pomnik ten zniszczyli Niemcy w czasie okupacji. Odbudowany w 1947 roku z uzupełnieniem tablicy o nazwiska 25 osób, które zginęły w okresie II wojny światowej.

## Przypisy

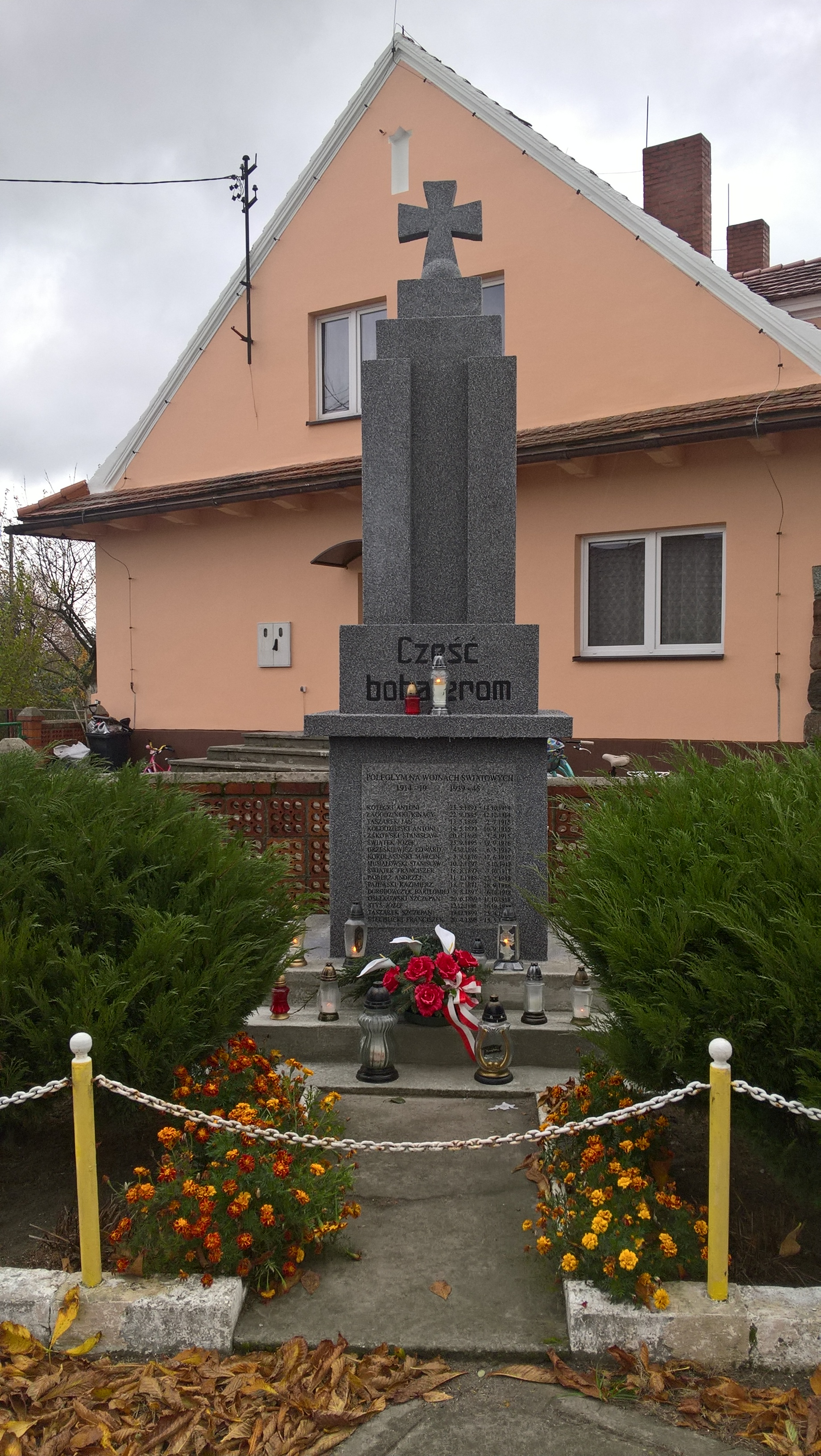
Pomnik poległych i zamordowanych mieszkańców Dobieszczyzny

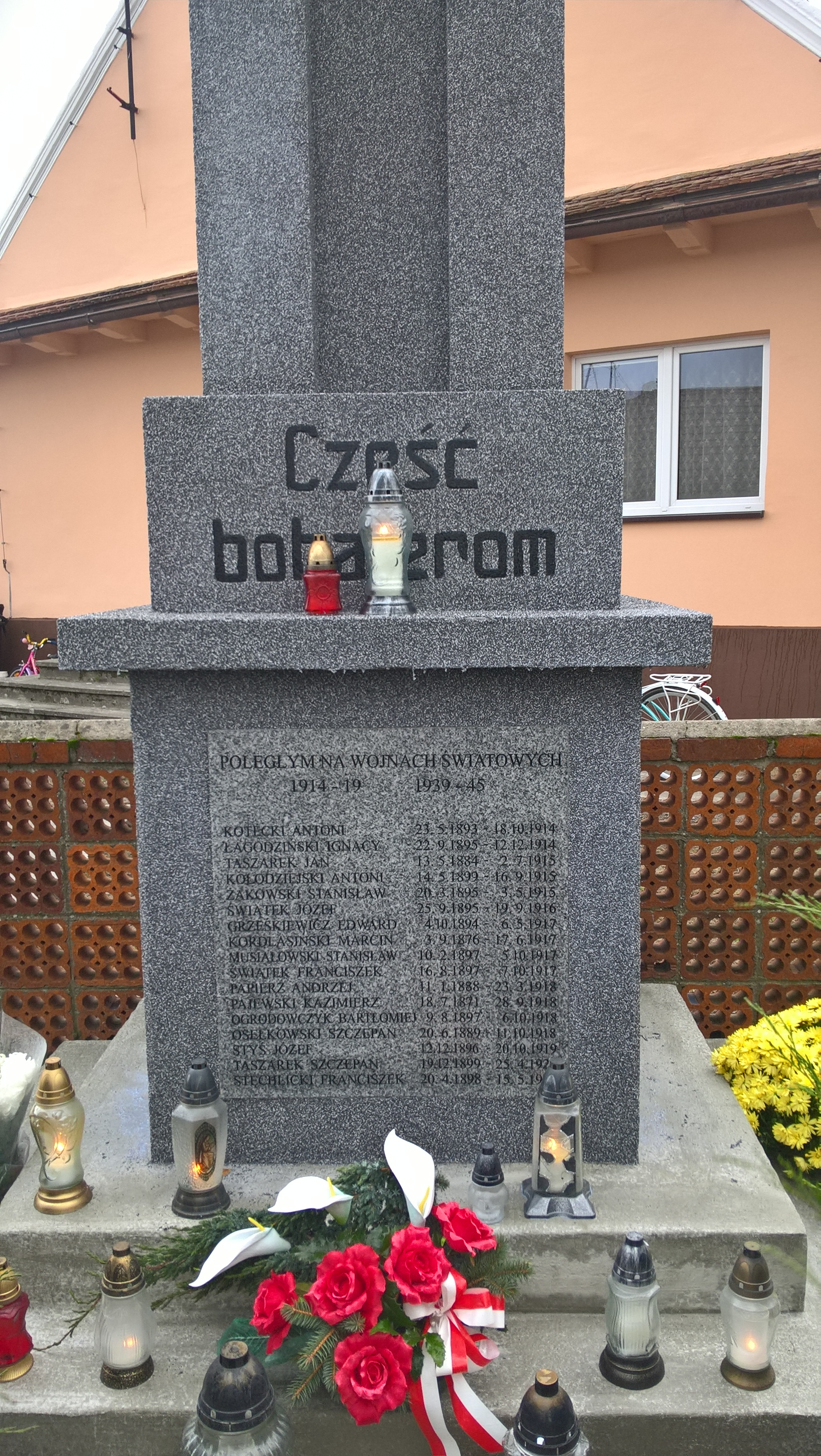
Pomnik poległych i zamordowanych mieszkańców Dobieszczyzny

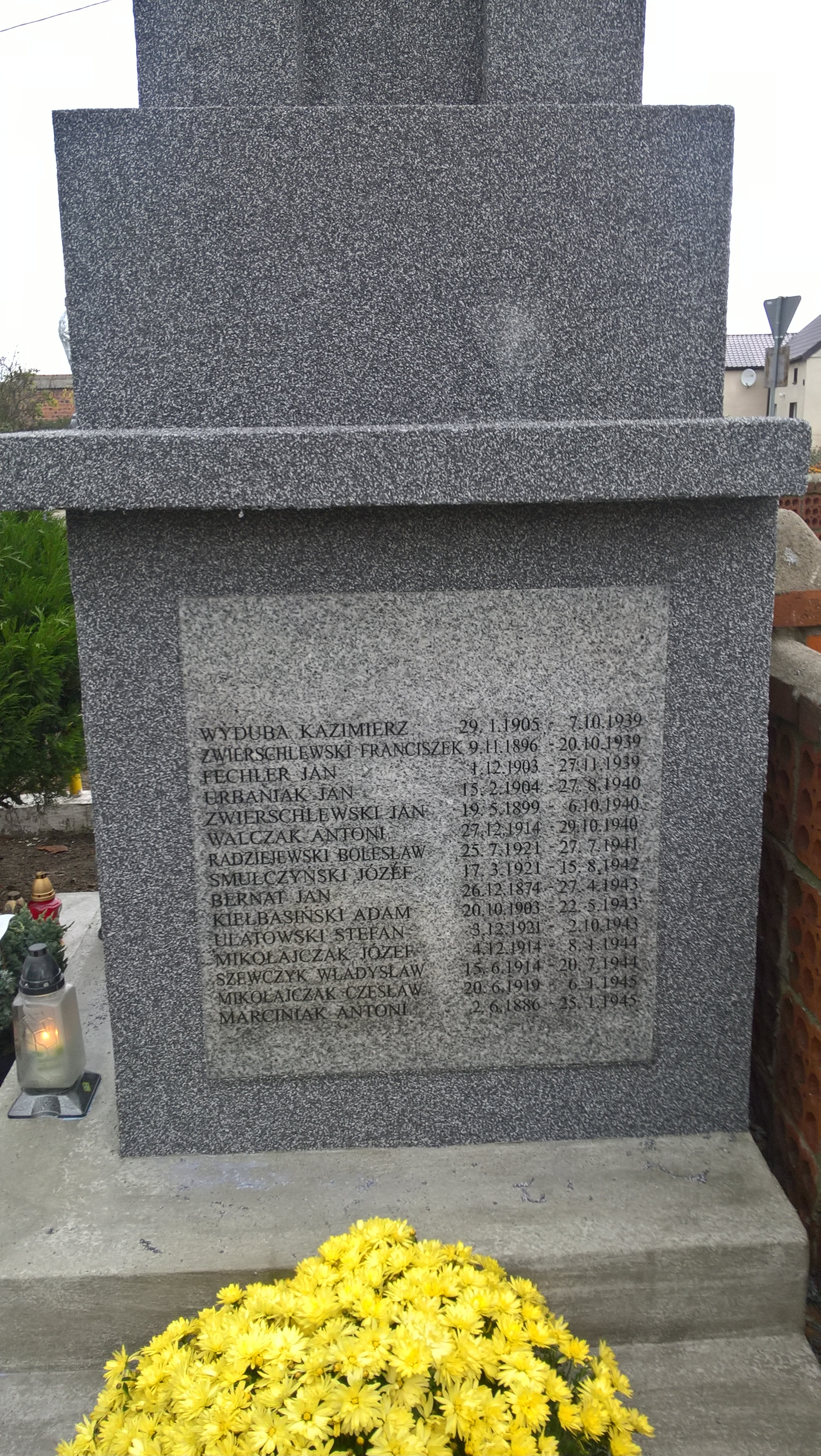
Pomnik poległych i zamordowanych mieszkańców Dobieszczyzny

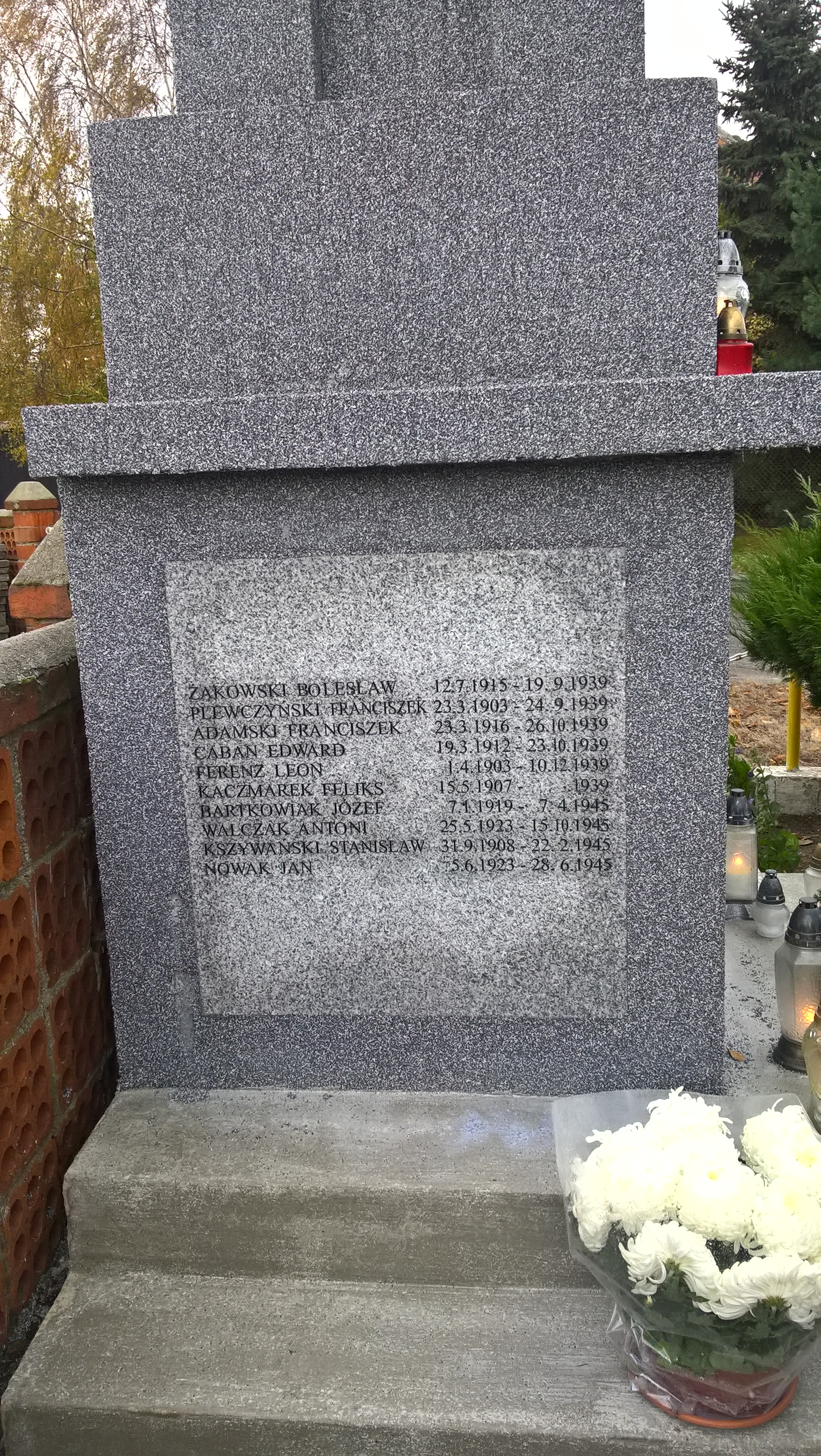
Pomnik poległych i zamordowanych mieszkańców Dobieszczyzny